# پتزولو واله اوتزونه
پتزولو واله اوتزونه (به ایتالیایی: Pezzolo Valle Uzzone) یک کومونه در ایتالیا است که در استان کونیو واقع شده‌است. پتزولو واله اوتزونه ۲۷٫۴ کیلومتر مربع مساحت و ۳۵۴ نفر جمعیت دارد و ۳۲۱ متر بالاتر از سطح دریا واقع شده‌است.